# J.Vommasandra, Mulbagal
J.Vommasandra là một làng thuộc tehsil Mulbagal, huyện Kolar, bang Karnataka, Ấn Độ.